# Portrait d'Alfred Sisley
Portrait d'Alfred Sisley est un tableau réalisé par Auguste Renoir en 1876. Cette peinture à l'huile sur toile représente Alfred Sisley. Elle est conservée à l'Art Institute of Chicago.

## Contexte
C'est durant l'été 1876 à Argenteuil, chez Claude Monet, que Renoir réalise ce portrait.

## Description
Alfred Sisley est figuré assis à califourchon sur une chaise en bambou dans un intérieur peu profond, rendu par un coup de pinceau libre et visible. Sisley semble perdu dans sa contemplation, la tête posée sur une main.

## Provenance
- vendu à Eugène Murer, Paris, avant avril 1883 ; déposé chez Durand-Ruel, Paris, 1883.
- retourné à Eugène Murer, Paris, 1883 ; peut-être vendu par Eugène Murer, Paris, à Durand-Ruel, Paris, 1896, bien que les archives Durand-Ruel affirment que cette affirmation est fausse.
- Ivan Chtchoukine[3], Paris, avant mars 1899.
- Vente Chtchoukine, Hôtel Drouot, Paris, le 24 mars 1900.
- Dr George Viau, Paris, pour 6 100 francs. Dans sa collection jusqu'au 20 juin 1912 au moins.
- Herman Beilbuth, vers 1921.
- Howard Young, New York.
- Mme Lewis Larned (Annie Swan) Coburn, Chicago, vers 1929.
- légué à l'Art Institute of Chicago, 1933.

## Exposition
La toile a été exposée à la troisième exposition impressionniste en 1877 sous le n° 190.